# Middlesex Hospital

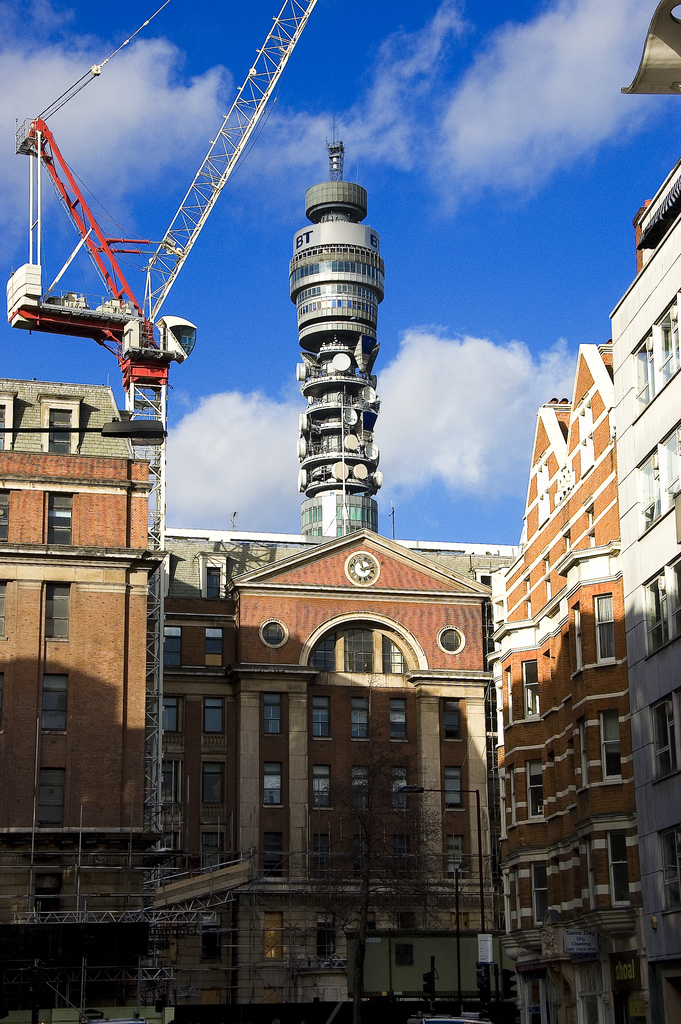
Middlesex Hospital

Das Middlesex Hospital war ein Krankenhaus im Londoner Stadtteil Fitzrovia. Es wurde 1745 gegründet und im Dezember 2005 geschlossen.
Der ursprüngliche Standort befand sich in der Windmill Street und erhielt seinen Namen nach der Grafschaft Middlesex. Es war kein Krankenhaus im heutigen Sinne. Wer in Großbritannien zu dieser Zeit erkrankte, wurde in der Regel zu Hause gepflegt. Krankenhäuser dieser Zeit waren Wohlfahrtseinrichtungen, in denen Bedürftige im Falle einer Erkrankung kostenlos aufgenommen wurden, wenn sie einen Empfehlungsbrief von einem der Unterstützer vorweisen konnten. Das Middlesex Hospital hatte anfangs 18 Betten, 1747 kam eine Entbindungsstation hinzu. 1757 zog das Middlesex Hospital in die Mortimer Street um. Den Grundstein des neuen Gebäudes hatte Hugh Percy, 1. Duke of Northumberland 1755 gelegt. 1836 wurde das Krankenhaus offiziell als Wohltätigkeitseinrichtung anerkannt. 1854 wurden hier Opfer der Cholera-Epidemie behandelt. Florence Nightingale leitete zu dieser Zeit ein kleines Pflegeheim in der Harley Street, in der ausschließlich verarmte Frauen der britischen Mittelschicht aufgenommen wurden. Sie ließ sich kurzfristig von der Leitung dieses Pflegeheims entbinden und versorgte ehrenamtlich im Middlesex Hospital Cholerakranke. Im 18. Jahrhundert wirkte William Hunter als Chirurg am Middlesex Hospital. Zu den Medizinern, die in der zweiten Hälfte des 19. Jahrhunderts zeitweilig im Middlesex Hospital arbeiteten, zählen William Henry Flower und John Whitaker Hulke.
Das Middlesex-Krankenhaus wurde über die nächsten Jahrzehnte erweitert, nicht zuletzt, weil im Zuge der Industrialisierung und der damit einhergehenden Verstädterung der Bevölkerung Krankenhäuser in Großbritannien an Bedeutung für die allgemeine Gesundheitsfürsorge gewannen. Krankenhäuser im modernen Sinne entwickelten sich nach 1846, als die zunehmende Verbreitung der modernen Anästhesie andere Formen von Eingriffen ermöglichte, aber auch eine organisierte und sorgfältige ganztägige Betreuung der behandelten Patienten verlangte. Zu den Umbaumaßnahmen gehört auch der Auftrag an den britischen Symbolisten Frederick Cayley Robinson (1862–1927), vier allegorische Gemälde für den Eingangsbereich des Krankenhauses zu malen. Diese vier großen Gemälde, die den Namen Acts of Mercy (Handlungen der Barmherzigkeit) tragen, thematisieren die Themen Krankheit und Fürsorge. Sie sind heute im Besitz der Wellcome Collection.
1924 wurde entschieden, das Krankenhaus vollständig umzubauen. Mehr als 1 Million Pfund wurden durch Spenden der britischen Öffentlichkeit aufgebracht. Den Grundstein legte der Duke of York, der spätere König George VI. Am 29. Mai 1935 eröffnete er auch das vollständig umgebaute Gebäude. 1992 wurde das Middlesex Hospital mit dem Lehrkrankenhaus des University College London zusammengelegt. Das Krankenhaus schloss im Dezember 2005. Die Hauptgebäude des ehemaligen Krankenhauses wurden für 180 Millionen Pfund an einen Investor verkauft und 2008 abgerissen. Ehemalige Nebengebäude des Krankenhauses werden heute vom University College London und dem National Health Service genutzt.

## Einzelbelege
1. ↑   Mark Bostridge: Florence Nightingale. Penguin Books, London 2009, ISBN 978-0-140-26392-3, S. 93
2. ↑  Mark Bostridge: Florence Nightingale. Penguin Books, London 2009, ISBN 978-0-140-26392-3, S. 199
3. ↑  Georg Fischer: Chirurgie vor 100 Jahren. Historische Studie. [Gewidmet der Deutschen Gesellschaft für Chirurgie]. Verlag von F. C. W. Vogel, Leipzig 1876; Neudruck mit dem Untertitel Historische Studie über das 18. Jahrhundert aus dem Jahre 1876 und mit einem Vorwort von Rolf Winau: Springer-Verlag, Berlin / Heidelberg / New York 1978, ISBN 3-540-08751-6, S. 284.
4. ↑  Mark Bostridge: Florence Nightingale. Penguin Books, London 2009, ISBN 978-0-140-26392-3, S. 94.
5. ↑  Frederick Cayley Robinson: Acts of Mercy (Memento des Originals vom 14. Februar 2017 im Internet Archive)  Info: Der Archivlink wurde automatisch eingesetzt und noch nicht geprüft. Bitte prüfe Original- und Archivlink gemäß Anleitung und entferne dann diesen Hinweis. in der National Gallery London. Aufgerufen am 6. April 2011

Koordinaten: 51° 31′ 8,4″ N, 0° 8′ 15,7″ W